# 흑마법

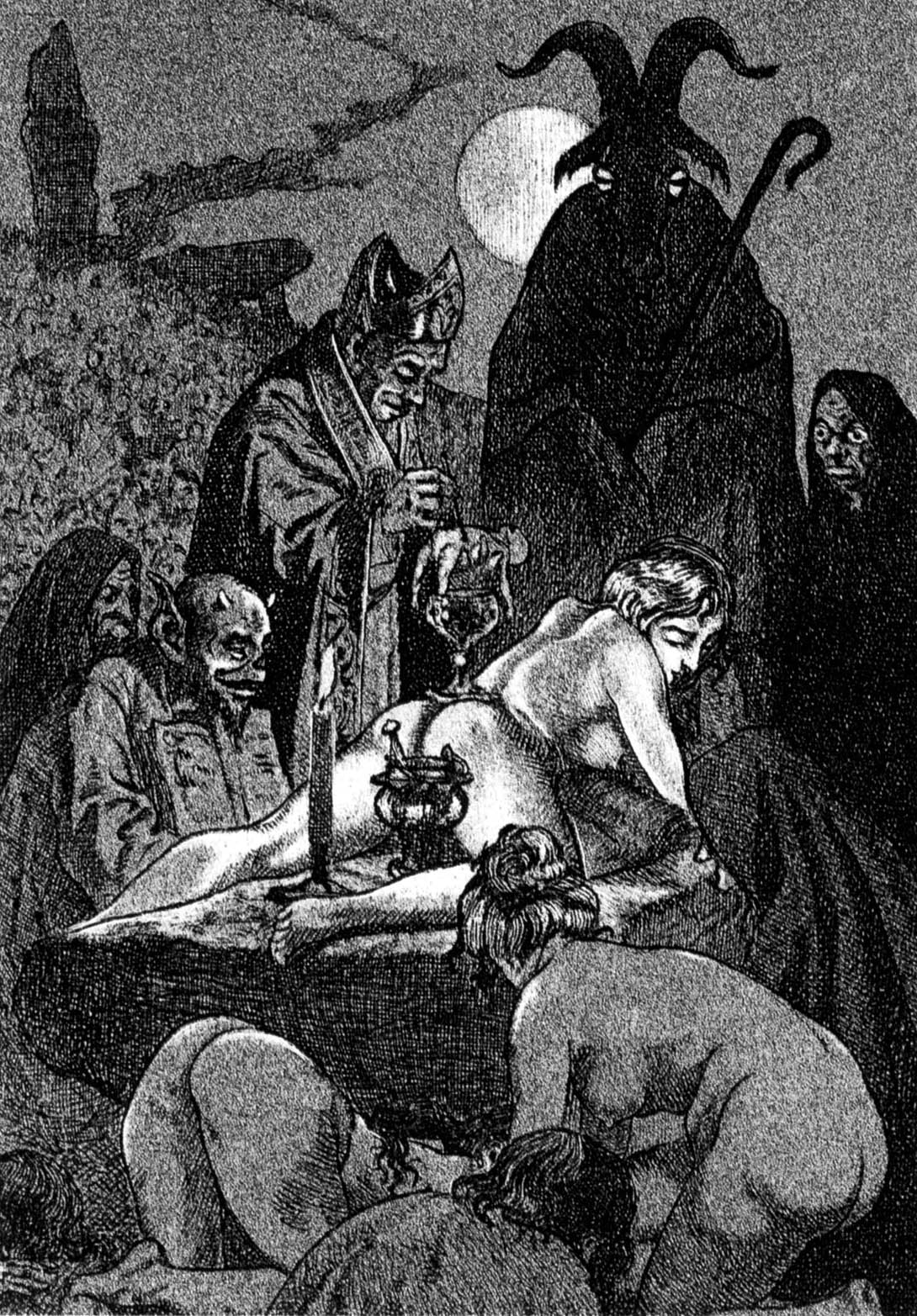
1911년 판 라 소르시에르 판 쥘 미켈레의 마녀의 안식일 삽화

흑마법(黑魔法, 영어: black magic) 또는 흑마술(黑魔術)은 전통적으로 사악하고 이기적인 목적을 위해 초자연적인 힘이나 마법을 사용하는 것을 말하며, 특히 1456년 요하네스 하틀리브가 설명했듯이 교회법에서 금지하는 일곱 가지 마법을 말한다. 장학금 기간 동안 아서 에드워드 웨이트는 《의식 마법의 책》(1911)에서 흑마술의 관행, 의식, 전통에 대한 포괄적인 설명을 제공했다.
때로는 "좌도"라고도 한다. 현대에는 일부 흑마술의 정의는 그들이 흑마술로 승인하지 않는 마술이나 의식적 관행을 정의하는 사람들에 의해 뒤얽혀 있음을 발견했다.

## 흑마법의 7개 금지법

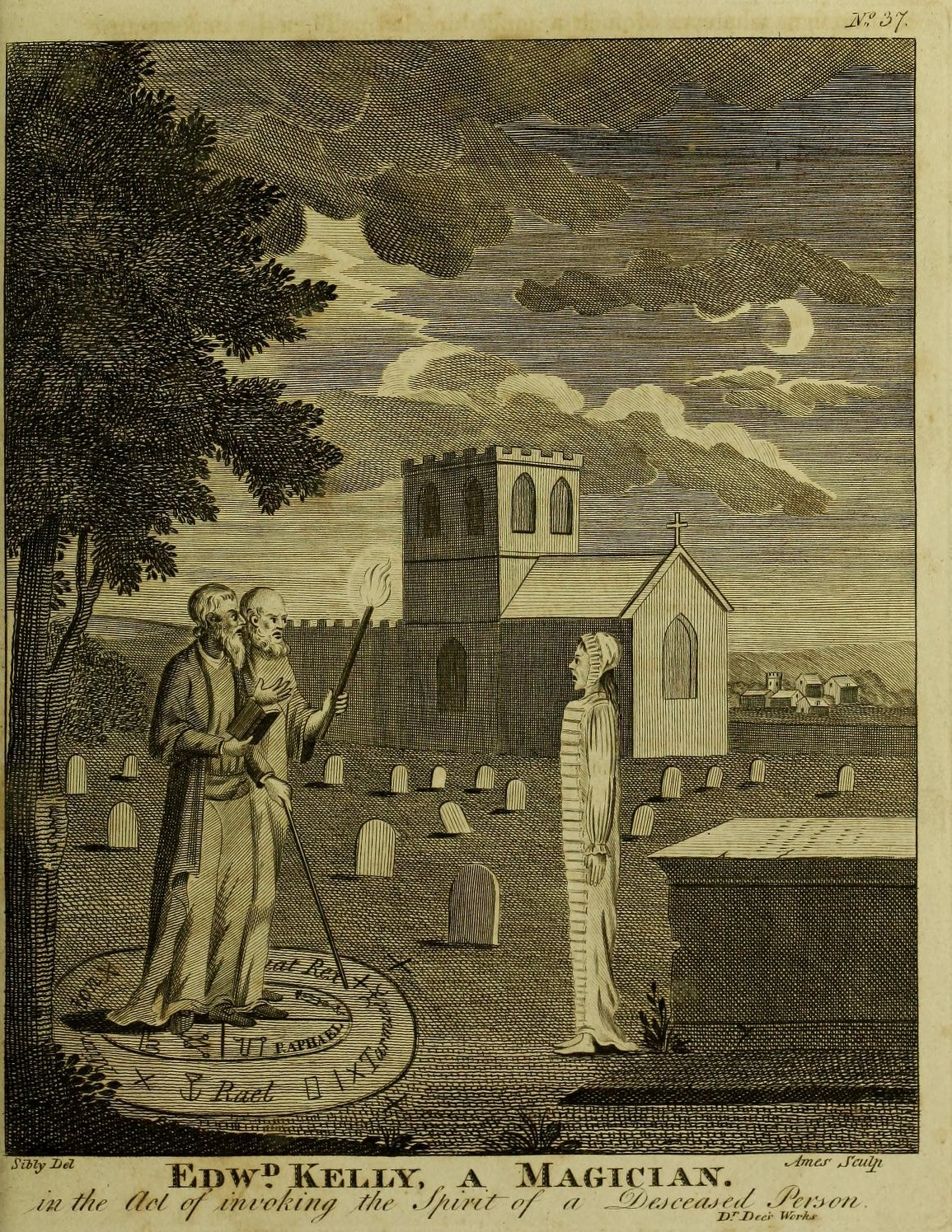
존 디와 에드워드 켈리는 마법진 의식을 사용하여 교회 묘지에서 영혼을 불러온다.

1456년 요하네스 하틀리브가 설명한 바와 같이 교회법에 의해 금지된 7개의 흑마법은 다음과 같다:
1. 강령술
2. 풍수술
3. 수점술
4. 공점술
5. 화점술
6. 수상술
7. 골복술

네 가지 "원소" 분야(즉, 풍수술, 수점술, 공점술, 화점술) 사이의 구분은 다소 인위적이다. 수상술은 롬인(최근 유럽에 도착한 당시)가 수행하는 대상의 손바닥에서 점을 치고 골복술은 농민 미신에서 행해진 것처럼 동물의 뼈, 특히 어깨뼈에서 점을 친다. 흑점술은 피카트릭스나 리베라시엘리스와 같은 고대 중세의 그리모아르에서 파생된 학문적인 "고급 마법"으로 이것과 대조된다.

### 강령술
대부분의 마도서의 내용이 라틴어로 작성 되었기 때문에 중세 후기에 강령술 또는 악마술을 수행하는 사람들은 일반적으로 교육받은 엘리트에 속했다. 악마술은 일반적으로 강령술 책을 소유한 영적 지도자를 둘러싼 그룹에서 수행되었다. 1444년에 그러한 사례 중 하나가 종교재판관 가스파레 시기첼리가 볼로냐에서 활동하는 한 집단에 대해 조치를 취한 것이다. 게소의 마르코 마테이와 비테르보의 야코포 수사는 마법 수행에 참여했다고 고백했다.

### 풍수술
풍수술은 르네상스 시대에 사람들이 행한 가장 대중적인 마술 중 하나였다. 풍수술은 사람이 땅에 모래, 돌 또는 흙을 던지고 모양을 읽는 점술의 한 형태였다. 그런 다음 풍수적 수치는 모양에서 읽는데 사용된 풍수 차트를 기반으로 "무엇이든" 알려준다.

### 수점술
물을 이용한 점술의 한 형태인 수점술은 일반적으로 수정점술과 함께 사용된다. 물은 개업의가 그 안의 환영 그림을 볼 수 있도록 점술의 매개체로 사용된다. 수점술은 바빌로니아에서 시작되었으며 비잔틴 시대에 인기가 있었지만 중세 유럽에서는 마법과 관련이 있다.

### 공점술
공점술은 모래, 흙 또는 씨앗을 공중에 던지고 먼지 구름의 패턴이나 씨앗의 침전을 연구하고 해석하는 것으로 구성되었다. 여기에는 천둥, 혜성, 별똥별, 구름 모양에서 오는 점술도 포함된다.

### 화점술
화점술은 화염의 기호와 패턴으로 구성된 점술의 기술이다. 불에 던져진 재료에 따라 많은 종류의 화점술이 있으며 신에게 제물을 바치는 데 사용되며 전달된 징조를 해석하는 사제와 함께 신이 화염 속에 존재한다고 생각된다.

### 수상술
수상술은 점성술에 연결된 일부 기호와 함께 손바닥을 읽고 직관과 상징에 기반한 점술의 한 형태이다. 사각형과 유사한 사람의 손에서 나온 선은 나쁜 징조로 간주되는 반면 삼각형은 좋은 징조이다. 이 아이디어는 점성술의 각에서 삼위일체와 사각형 측면에서 비롯된다.

### 골복술
골복술은 동물의 견갑골을 사용하는 점술의 한 형태였다. 견갑골이 부러지고 어떻게 부러졌는지에 따라 미래를 읽는데 사용할 수 있다. 일반적으로 깨질 때까지 뜨거운 석탄으로 가열하여 깨뜨렸다.

## 역사
이에 상응하는 백마법과 마찬가지로 흑마술의 기원은 로버트 M. 플레이스의 2009년 저서인  《마법과 연금술》에 설명된 원시적이고 의식적인 영혼 숭배로 추적할 수 있다. 플레이스가 영적 존재와의 친밀감을 달성하기 위한 원시 샤머니즘적 노력과 유사점을 보는 백마법과는 달리, 현대 흑마술로 발전한 의식은 수행자에게 유익한 결과를 생성하기 위해 동일한 영혼을 불러 오도록 설계되었다. 플레이스는 또한 흑마법과 백마법 모두에 대한 폭넓은 현대적 정의를 제공하며, 주로 사용하는 실무자의 의도에 따라 "고마법"(흰색) 및 "저마법"(검정)으로 언급하는 것을 선호한다. 그러나 그는 (높은 것과 낮은 것에 대한) 이 넓은 정의는 선의의 민속 마법이 "낮은 것"으로 간주될 수 있는 반면, 고가의 또는 배타적인 요소가 포함된 의식 마술은 의도와 관계없이 일부 사람들에 의해 "높은 마술"로 간주될 수 있기 때문에 편견에 시달린다는 것을 인정한다.
르네상스 시대에는 많은 마법의 관습과 의식이 사악하거나 비종교적인 것으로 간주되었으며, 확장하여 넓은 의미의 흑마술로 여겨졌다. 위치크래프트와 비주류 밀교 연구는 금지되었고 이단 심문의 표적이 되었다. 결과적으로 자연 마법은 마르실리오 피치노, 수도원장 요하네스 트리테미우스 및 하인리히 코르넬리우스 아그리파와 같은 사상가 및 지식인이 큰 박해 없이 밀교 및 의식 연구(아직도 종종 비밀리에 진행됨)를 발전시키는 방법으로 발전했다.

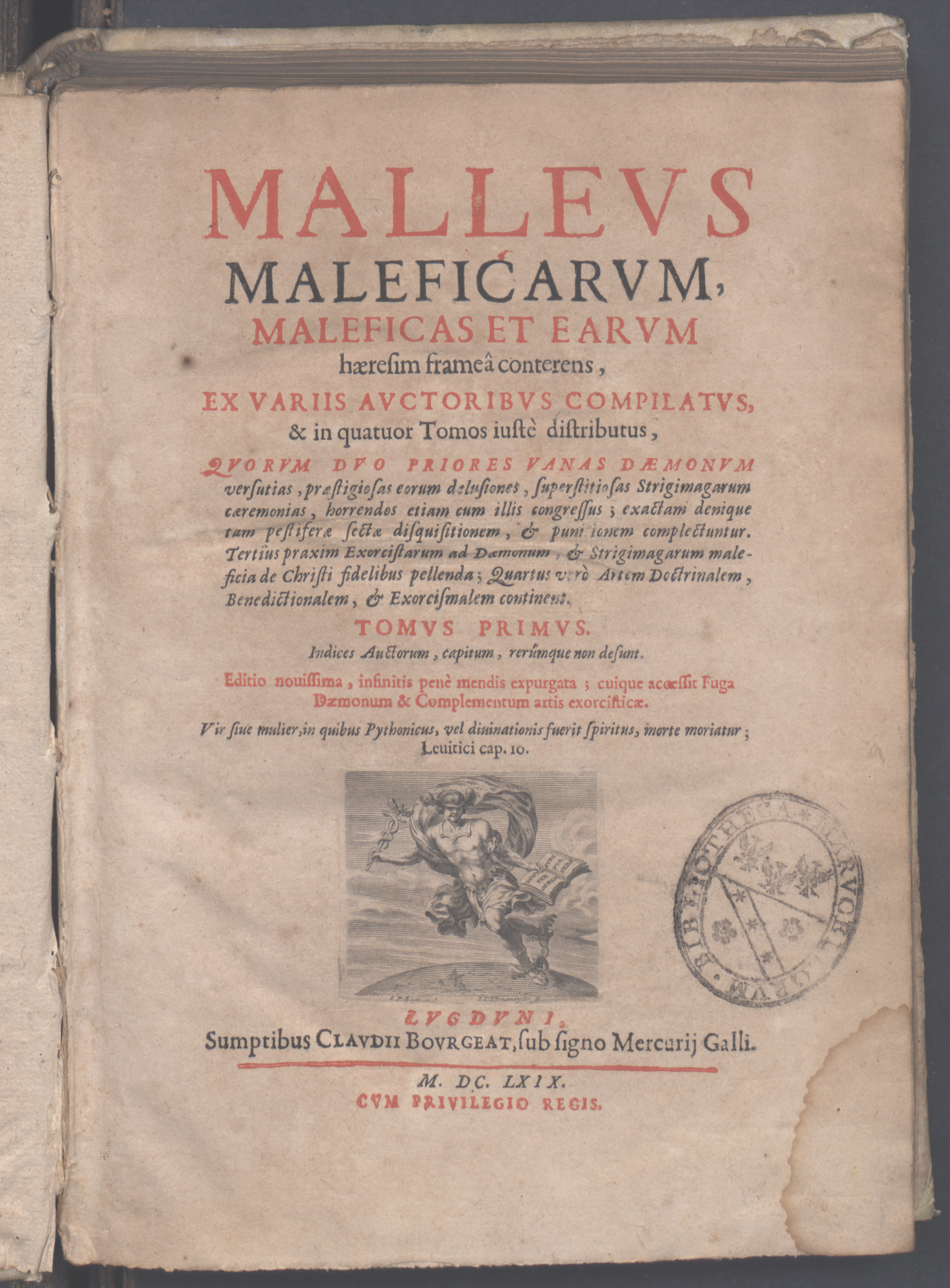
마녀의 망치, 1669년판

"자연 마법"은 16세기와 17세기의 교육받은 상류층 사이에서 인기를 얻었지만 의식 마법과 민간 마법은 여전히 박해를 받았다. 20세기의 작가 몬태규 서머스는 일반적으로 "백색"과 "흑색" 마법의 정의를 "모순"으로 거부하지만, 그는 일반적으로 마술이 의도와 상관없이 "흑색"으로 간주되는 정도를 강조하고 윌리엄 퍼킨스 사후 1608년의 지시를 인용한다:
치안 판사에 의해 유죄 판결을 받은 모든 마녀들은 처형되어야 한다. 그는 예외를 허용하지 않으며, 이러한 비난 아래 "흔히 현자 또는 현녀로 불리는 "모든 점쟁이, 차머, 저글러, 모든 마법사"들이 떨어졌다. "해를 끼치지 않고 선하며, 망치지 않고 파괴하지 않고 구원하고 전달하는 선한 마녀들"이라고 주장하는 모든 마녀들은 극단적인 선고를 받아야 한다.

특히, 이 용어는 악마와 다른 악령들을 불러 일으킨 혐의로 기소된 사람들, 이웃을 공격하거나 저주하는 사람들, 농작물을 파괴하기 위해 마법을 사용하는 사람들, 그리고 지구상의 몸을 떠나 정신적으로 먼 거리를 여행할 수 있는 사람들에게 가장 일반적으로 사용되었으며, 보통 악마 숭배에 참여한다. 서머스는 또한 1200년에서 대략 1500년까지 일반적으로 사용되는 니그로맨서라는 용어의 어원적 발전을 강조한다(라틴어: niger, black; 그리스어: μαντεία, 점술).
현대적 맥락에서 백마법과 흑마술 사이의 경계는 다소 명확하며 대부분의 현대적 정의는 연습보다는 의도에 중점을 둔다. 또한 많은 현대 위카와 위치크래프트 수행자들이 흑마술을 수행하려는 사람들과 거리를 두려고 노력한 정도도 있다. 해를 끼치거나 악을 행하려는 사람들은 자비로운 마법이 점점 더 뉴에이지 신념 및 관행, 자조 심령술과 관련되는 시대에 주류 위카 동아리나 집회에 받아 들여질 가능성이 적다.

## 서양 종교
검은 신비주의의 가장 낮은 깊이는 신성함의 높이를 오르는 것이 힘든 만큼 거의 수직이 어렵다. 마녀 코번스의 그랜드 마스터들은 사악한 천재, 비뚤어지고 왜곡되고 혼란스럽고 병든 사람들이다.
흑마법과 종교 사이의 연결과 상호 작용은 많고 다양하다. 기독교와 종교재판에 의한 흑마법의 역사적 박해를 넘어 종교와 흑마술 의식 사이에는 연결 고리가 있다. 예를 들어, 17세기 사제 에티엔 기부르는 마다메 데 몽테스팡을 위해 마녀 카트린느 몽보이신과 함께 일련의 흑미사 의식을 수행했다고 한다.
대중 문화의 영향으로 인해 사탄주의 개념을 포함하여 흑마술이라는 광범위한 기치 아래 다른 관행이 끌어들여졌다. 악마나 정령을 불러내는 것은 흑마술의 일부로 받아들여지지만, 이 관행은 그러한 영적 존재를 숭배하거나 신격화하는 것과는 다르다. 이 둘은 일반적으로 위치크래프트에 대한 중세 신앙에서 결합된다.
그러나 이러한 경계는 사탄주의와 관련된 작업 모음집에 다른 백마법사의 영혼 의식을 포함함으로써 계속 흐려지고 있다. 예를 들어 존 디의 16세기 의식은 앤턴 라베이의 사탄 성서(1969)에 포함되어 있으므로 백마법으로 간주되는 그의 일부 관행은 그 이후로 흑마법과 관련이 있다. 디의 의식 자체는 일반적으로 영혼과 특히 천사와 접촉하도록 설계되었으며 동료 에드워드 켈리 의 도움으로 할 수 있다고 주장했다. 그러나 라베이의 성서는 디의 의도와 "완전히 모순"되지만 악령 및 악마와 접촉하는 수단으로 동일한 의식을 제공한다. 라베이의 사탄교회는 "오컬트 의식의 효능을 공식적으로 부인"하지만 "의식 수행의 주관적, 심리적 가치를 확인"하여, 사이를 명확하게 구분한다.

### 흑미사
흑미사는 일반적으로 다양한 사탄 교단이 거행하는 의식이다. 그것은 수세기 동안 다양한 형태로 존재해 왔으며 직접적으로 기반을 두고 있으며 의도적으로 가톨릭 미사를 신성모독적으로 조롱하는 것이다.
19세기에 쥘 미켈레의 사탄주의와 마법, 요리스 칼 휘스망스의 라바스와 같은 책에서 흑미사가 대중화되었다.
현대적인 부흥은 1954년 런던에서 출판된 HTF 로데스의 저서 사탄적 미사에서 시작되었으며 현재 다양한 그룹에서 수행되는 다양한 현대 버전의 흑미사가 있다.

## 다른 문화

### 블랙 샤머니즘
블랙 샤머니즘은 몽골과 시베리아에서 행해지는 샤머니즘의 일종이다. 특히 불교의 의례와 전통을 접목한 황색 샤머니즘에 반대한다. 블랙 샤먼은 일반적으로 악령과 함께 일하는 것으로 인식되는 반면 황색 샤먼은 상위 세계의 영혼과 함께 작동한다.

### 부두교

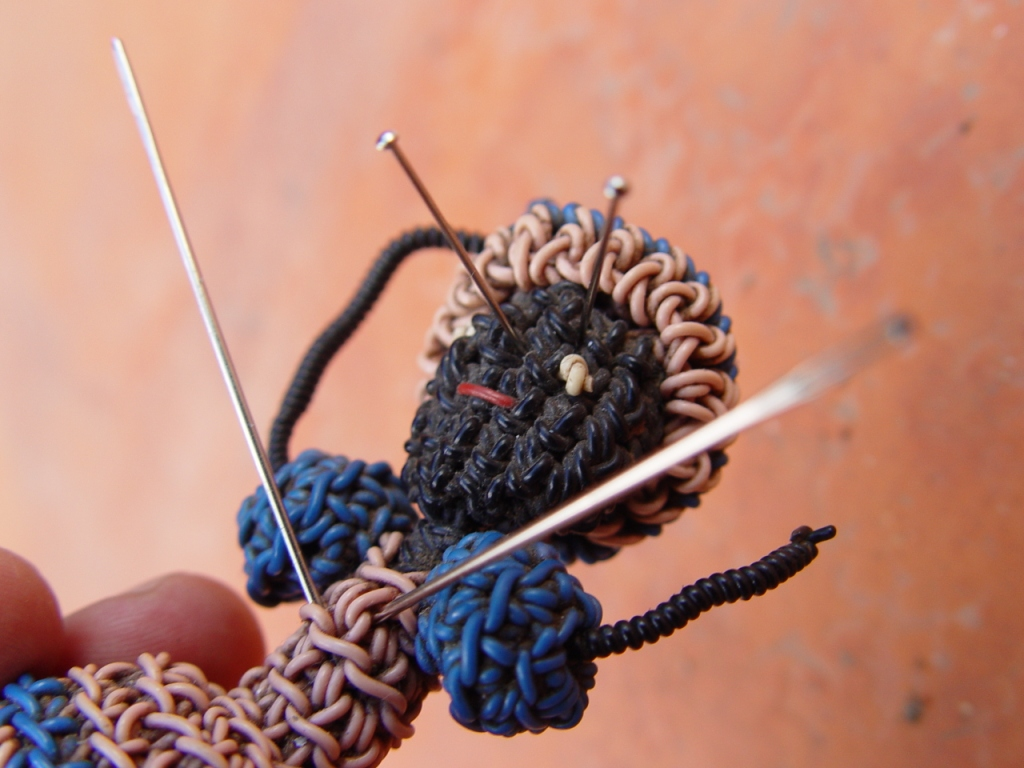
부두 인형

부두교는 현대 흑마술과 관련이 있다. 대중문화와 픽션이 하나로 합쳐진다. 그러나 주술이나 저주가 흑마술 관행으로 받아들여질 수 있지만 부두교에는 고유한 역사와 전통이 있다.
부두교 전통은 흑마법과 백마법을 구분하며, 보코르와 같은 마법사는 마법과 의식을 모두 사용하는 것으로 알려져 있다. 그러나 저주, 독, 좀비와 관련된 마법에 대한 그들의 성향은 그들과 일반적으로 부두교가 정기적으로 특히 흑마법과 관련되어 있음을 의미한다.

## 같이 보기
- 다키니

### 참고 문헌
- Evans-Pritchard, E. E. (January 1931). “Sorcery and Native Opinion”. 《Africa: Journal of the International African Institute》 4 (1): 22–55.
- Gault, Matthew (2022년 5월 5일). “Russian State Media Claims to Discover Militarized Ukrainian Witches”. 《Vice》. 2022년 5월 18일에 확인함.
- Heiduk, Matthias; Herbers, Klaus; Lehner, Hans-Christian, 편집. (2020). 《Prognostication in the Medieval World: A Handbook》. De Gruyter. ISBN 978-3110499773.
- Herzig, Tamar (Winter 2011). “The Demons and the Friars: Illicit Magic and Mendicant Rivalry in Renaissance Bologna”. 《Renaissance Quarterly》 64 (4): 1025–1058. doi:10.1086/664084. S2CID 162081348.
- Lewis, James R. (1996). 《Magical Religion and Modern Witchcraft》. SUNY Press. ISBN 978-0791428894.
- Kosloki, Philip (2018년 10월 9일). “What is a "Black Mass"?”. 《Aleteia》. 2020년 1월 21일에 확인함.
- Long, Carolyn Morrow (October 2002). “Perceptions of New Orleans Voodoo: Sin, Fraud, Entertainment, and Religion”. 《Nova Religion: The Journal of Alternative and Emergent Religions》 6 (1): 86–101.
- Luck, Georg (2006). 《Arcana Mundi: Magic and the Occult in the Greek and Roman Worlds: A Collection of Ancient Texts》 2판. The Johns Hopkins University Press.
- Mathews, Chris (2009). 《Modern Satanism: Anatomy of a Radical Subculture》. Greenwood Publishing Group. ISBN 978-0313366390.
- Melton, J. Gordon, 편집. (2001). 〈Black Magic〉. 《Encyclopedia of Occultism & Parapsychology》. 1: A–L 5판. Gale Research Inc. ISBN 0-8103-9488-X.
- Pegg, Carole (2001). 《Mongolian Music, Dance, & Oral Narrative: Performing Diverse Identities》. University of Washington Press. ISBN 978-0295981123.
- Owusu, Heike (2002). 《Voodoo Rituals: A User's Guide》. Sterling Publishing Company. ISBN 978-1402700354.
- Petersen, Jesper Aagaard (2009). 《Contemporary religious Satanism: A Critical Anthology》. Ashgate Publishing, Ltd. ISBN 978-0-7546-5286-1.
- Place, Robert M. (2009). 《Magic and Alchemy》. Infobase Publishing. ISBN 978-0791093900.
- Shimamura, Ippei (2004). 〈Yellow Shamans (Mongolia)〉.   Walter, Mariko Namba; Neumann Fridman, Eva Jane. 《Shamanism: An Encyclopedia of World Beliefs, Practices, and Culture》 1. ABC-CLIO. 649–651쪽. ISBN 978-1576076453.
- Summers, Montague (2012) [1946]. 《Witchcraft and Black Magic》. Courier Dover Publications. ISBN 978-0486411255.
- Summers, Montague (2013) [1927 ]. 《The Geography of Witchcraft》. Routledge. ISBN 978-0415847933.
- Thorndike, Lynn (1923). 《A history of magic and experimental science》. New York: Macmillan. ISBN 978-0231088008.
- Turner, Kevin B. (2016). 《Sky Shamans of Mongolia: Meetings with Remarkable Healers》. North Atlantic Books. ISBN 978-1583949986.
- van Brugen, Isabel (2022년 5월 6일). “'Witches and Sorcerers': Russian Media Peddles Ukraine Black Magic Claims”. 《Newsweek》. 2022년 5월 18일에 확인함.
- Waite, A. E. (2011) [1911 ]. 《The Book of Ceremonial Magic: Including the Rites and Mysteries of Goetic Theurgy, Sorcery, and Infernal Necromancy》. Martino Fine Books. ISBN 978-1614271567.
- Zambelli, Paola (2007). 《White Magic, Black Magic in the European Renaissance》. Brill Publishers. ISBN 978-9004160989.